# L'Odyssée (Gérôme)
L'Odyssée ("L'Odissea") è un dipinto a olio su rame di 56 × 45 centimetri, realizzato nel1858 circa dal pittore francese Jean-Léon Gérôme.

## Descrizione
Questo quadro ritrae una giovane donna greca sovrastata da un tessuto blu fluttuante e che impugna un remo, lo stesso attribuito della personificazione dell'Odissea che Ingres aveva dipinto nel suo quadro L'apoteosi di Omero, nel 1827. Il remo, infatti, simboleggia i viaggi di Odisseo, il protagonista del poema epico omerico, mentre il panno svolazzante ricorda molto le danzatrici degli affreschi pompeiani. Si può notare in alto a sinistra lo stemma della città di Nantes, il cui motto nel 1815 era Favet Neptunus Eunti.

## Contesto
Questo dipinto è un progetto di decorazione murale per il salotto della casa pompeiana che l'architetto Alfred-Nicolas Normand aveva progettato per il principe Napoleone Gerolamo Bonaparte, presso l'avenue Montaigne di Parigi.
In quel salotto favoloso erano presenti altre due opere di Gérôme: un quadro di Omero cieco che veniva guidato da un giovane della Ionia e una personificazione dell'Iliade. I quadri dell'artista si trovavano al centro delle pareti rosse della stanza, cercando di imitare il cosiddetto "terzo stile" della pittura pompeiana. Dopo la morte di Gerolamo Bonaparte, la casa venne venduta nel 1866 e infine venne abbattuta nel 1891.

## Galleria d'immagini

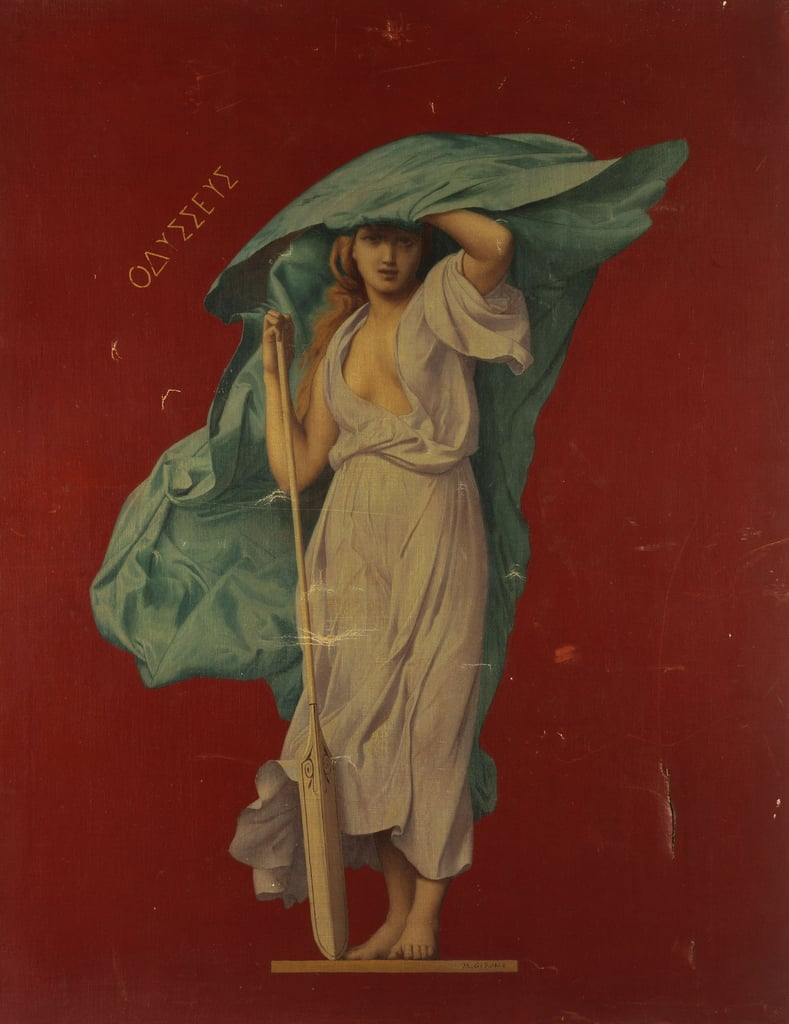
Un'altra versione dell'Odissea
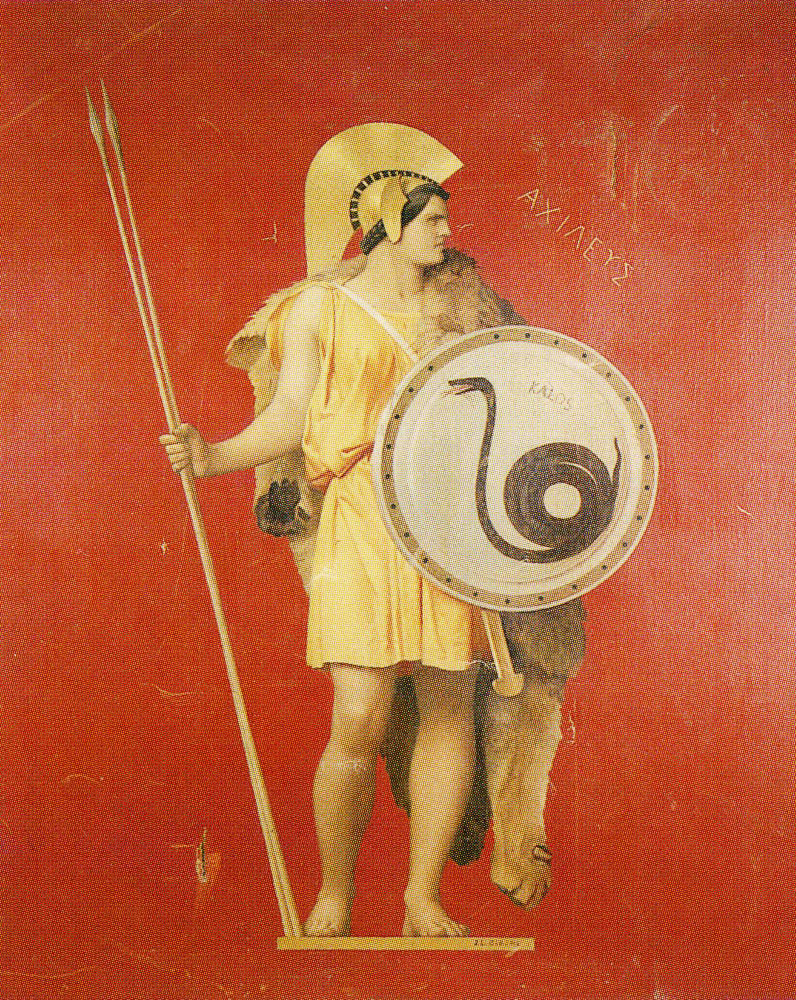
L'Iliade
Lo stemma odierno della città di Nantes